# ورم الحالب
ورم الحالب هو نوع من الأورام التي يمكن أن تكون أولية، أو مرتبطة بنقيلة من موقع آخر.
قد يتضمن العلاج إزالة الكلى والحالب، أو فقط الحالب.
تصنيف السرطانات غالبًا ما يعتمد على الأصل الجنيني للأنسجة. في بعض السياقات، يكون التقسيم الأساسي عند حدود الكلى والحالب، وفي سياقات أخرى يكون بين مشتقات البرعم الحوضي الكلوي ومشتقات البرعم الحالبي. لهذا السبب، تُصنَّف أورام الحالب أحيانًا مع أورام الحوض الكلوي.